# White Water Summer
White Water Summer, en español: Verano de aguas cristalinas, es una película de drama estadounidense dirigida por Jeff Bleckner que fue lanzada en 1987, pero se filmó en su mayoría dos años antes. La narración fue filmada dos años después de la película y Astin es notablemente más grande.

## Trama
No hay escuela para el verano, y un grupo de jóvenes adolescentes  van de caminanta con Vic, un guía experimentado. Pero no todo saldrá como lo esperaban.

## Reparto
| Actor               | Personaje      |
| ------------------- | -------------- |
| Kevin Bacon         | Vic            |
| Sean Astin          | Alan           |
| Jonathan Ward       | Mitch          |
| K.C. Martel         | George         |
| Matt Adler          | Chris          |
| Caroline McWilliams | Virginia Block |